# Торрес, Регла
Регла Торрес Эррера (исп. Regla Torres Herrera; 12 февраля 1975, Гавана, Куба) — кубинская волейболистка. Центральная блокирующая. Трёхкратная Олимпийская чемпионка, двукратная чемпионка мира, лучшая волейболистка XX века по версии Международной федерации волейбола .

## Биография
Волейболом Регла Торрес начала заниматься в 8-летнем возрасте в одной из спортивных школ Гаваны. В 15 лет включена в состав молодёжной сборной Кубы, в составе которой в 1990 приняла участие в Играх доброй воли, а в 1991 — в молодёжном чемпионате мира. В 1991 (в возрасте 16 лет) впервые была приглашена в национальную сборную Кубы, за которую с перерывами выступала на протяжении 11 лет. В свой дебютный сезон в главной команде страны выиграла «золото» сразу на трёх турнирах — Панамериканских играх, чемпионате NORCECA и Кубке мира. В 1992 году в 17-летнем возрасте на Олимпиаде в Барселоне стала самой молодой олимпийской чемпионкой за всю волейбольную историю. В 1993 в составе сборной Торрес стала победителем первых розыгрышей Гран-при и Всемирного Кубка чемпионов, завоевав на этих турнирах свои первые индивидуальные призы — лучшей на подаче (Гран-при) и лучшей на приёме (Кубок). В том же 1993 волейболистка стала чемпионкой мира среди молодёжных команд, где была признана лучшим игроком (MVP) первенства.
В 1994 молодая спортсменка стала уже признанным лидером среди выдающегося созвездия кубинских волейболисток. На проходившем в том году в Бразилии чемпионате мира сборная Кубы не отдала своим соперникам ни одной партии в 7 проведённых матчах и именно Торрес была названа лучшим игроком турнира, получив к тому же приз лучшего блокирующего. В последующие годы коллекция наград и личных призов волейболистки ещё существенно пополнилась, включив в себя «золото» двух Олимпиад, чемпионата мира 1998, Кубка мира 1995, Панамериканских игр 1995 и других турниров на уровне сборных. В 1998 Торрес во второй раз подряд была признана самым ценным игроком мирового первенства, а в 2000 получила приз лучшего игрока и лучшей нападающей Олимпийских игр в Сиднее, став в этом австралийском городе трёхкратной олимпийской чемпионкой.
После очередного олимпийского триумфа в сборной Кубы начался процесс смены поколений. Национальную команду покинула и Торрес, но в 2002 приняла участие в Гран-при и чемпионате мира, после неудач на которых приняла окончательное решение о завершении игровой карьеры в сборной. Годом ранее Регла Торрес исполкомом Международной федерации волейбола была признана лучшей волейболисткой XX века, опередив в финальном раунде голосования Лан Пин из Китая, Фернанду Вентурини из Бразилии и Инну Рыскаль из СССР.
Большую часть своей клубной карьеры Торрес провела на Кубе, играя за команду «Сьюдад Хабана». В апреле 1998 решением Федерации волейбола своей страны спортсменка получила разрешение на выступление за границей и заключила контракт с итальянским «Омнителом» из Модены, приняв участие в заключительных матчах чемпионата Италии. В последующем отыграла два сезона за одну из сильнейших итальянских команд — «Деспар-Сирио» из Перуджи, в составе которой в 1999 выиграла Кубок Италии, а в 2000 — Кубок обладателей кубков ЕКВ и бронзовые награды чемпионата Италии. В 2000 вернулась на Кубу, а в 2005—2006 вновь играла в Италии за «Меджиус Воллей» из Падуи, но в январе 2006 покинула клуб и приняла решение о полном завершении игровой карьеры.
В 2010—2013 входила в тренерский штаб сборной Кубы.

### Клубная карьера
- 1990—1995 —  «Сьюдад Хабана» (Гавана);
- 1995—1996 —  «Дайэй Аттакерс» (Кобе);
- 1996—1998 —  «Сьюдад Хабана» (Гавана);
- 1998 —  «Омнител» (Модена);
- 1998—2000 —  «Деспар-Сирио» (Перуджа);
- 2000—2005 —  «Сьюдад Хабана» (Гавана);
- 2005—2006 —  «Меджиус Воллей» (Падуя).

## Достижения

### Со сборными Кубы
- 3-кратная Олимпийская чемпионка — 1992, 1996, 2000.
- двукратная чемпионка мира — 1994, 1998.
- двукратный победитель розыгрышей Кубка мира — 1991, 1995.
- победитель розыгрыша Всемирного Кубка чемпионов 1993;
  - серебряный призёр Всемирного Кубка чемпионов 1997.
- двукратная чемпионка Мирового Гран-при — 1993, 2000;
  - 3-кратный серебряный (1994, 1996, 1997) и двукратный бронзовый (1995, 1998) призёр Мирового Гран-при.
- 4-кратная чемпионка NORCECA — 1991, 1993, 1995, 1997.
- двукратная чемпионка Панамериканских игр — 1991, 1995;
  - серебряный призёр Панамериканских игр 1999.
- двукратная чемпионка Центральноамериканских и Карибских игр — 1993, 1998.
- чемпионка мира среди молодёжных команд 1993.

### С клубами[3]
- бронзовый призёр чемпионата Италии 2000.
- победитель розыгрыша Кубка Италии 1999.
- победитель розыгрыша Кубка обладателей кубков ЕКВ 2000.

### Индивидуальные
- 1993: лучшая блокирующая молодёжного чемпионата мира.
- 1993: лучшая на подаче Мирового Гран-при.
- 1993: лучшая на приёме Всемирного Кубка чемпионов.
- 1994: MVP (самый ценный игрок) и лучшая блокирующая чемпионата мира.
- 1995: MVP (самый ценный игрок) и лучшая блокирующая Панамериканских игр.
- 1997: лучшая блокирующая Мирового Гран-при.
- 1998: MVP (самый ценный игрок) и лучшая блокирующая чемпионата мира.
- 1998: MVP (самый ценный игрок) и лучшая блокирующая Центральноамериканских и Карибских игр.
- 2000: MVP (самый ценный игрок) и лучшая нападающая Олимпийских игр.

## Звания
Лучшая волейболистка XX века (2001).